# Slotta sjöar
Slotta sjöar är en sjö i Falkenbergs kommun i Halland och ingår i Ätrans huvudavrinningsområde.